# Rock Island (Illinois)
Rock Island es una ciudad ubicada en el condado de Rock Island en el estado estadounidense de Illinois. En el Censo de 2010 tenía una población de 39018 habitantes y una densidad poblacional de 843,12 personas por km². Se encuentra sobre la orilla este del río Misisipi.

## Geografía
Rock Island se encuentra ubicada en las coordenadas 41°28′23″N 90°35′7″O / 41.47306, -90.58528. Según la Oficina del Censo de los Estados Unidos, Rock Island tiene una superficie total de 46.28 km², de la cual 43.63 km² corresponden a tierra firme y (5.72%) 2.65 km² es agua.

## Demografía
Según el censo de 2010, había 39018 personas residiendo en Rock Island. La densidad de población era de 843,12 hab./km². De los 39018 habitantes, Rock Island estaba compuesto por el 72.34% blancos, el 18.25% eran afroamericanos, el 0.27% eran amerindios, el 1.76% eran asiáticos, el 0.02% eran isleños del Pacífico, el 3.65% eran de otras razas y el 3.72% pertenecían a dos o más razas. Del total de la población el 9.39% eran hispanos o latinos de cualquier raza.

## Nativos famosos
- Madison Keys (n. 1995), tenista.
- Tim Moore (1887-1958), actor cómico de vodevil.